# 我知道你很難過
〈我知道你很難過〉（英語：I Know You're Feeling Blue）是臺灣歌手蔡依林的歌曲，收錄於其首張錄音室專輯《1019》。該歌曲由胡如虹作詞、葉良俊作曲、小螞蟻製作。該歌曲作為專輯第二支單曲於1999年9月由環球音樂和大聲音樂發行。

## 背景和發行
1999年9月10日，蔡依林發行首張錄音室專輯《1019》，同時推出單曲〈我知道你很難過〉，MV由周格泰執導。

## 創作和錄製
歌曲〈我知道你很難過〉是一首抒情作品，蔡依林以新人的身分展現出少見的詮釋嫻熟度。作詞人胡如虹表示，原先和作曲人葉良俊為那英創作此曲，但因那英當時未在臺灣發片，該歌曲經由版權公司轉售給環球音樂。由於原詞意境較為成熟，環球音樂希望調整歌詞以符合蔡依林的年齡，遂安排胡如虹和蔡依林會面。胡如虹後將歌詞改寫為較符合年輕女性視角的內容，設定為如同好友間分享戀愛經驗時所表達的安慰語氣。胡如虹指出，蔡依林出道初期以「少男殺手」形象為人所知，主要歌迷為男性，透過此曲的溫暖詞意，使她h餓女性聽眾產生共鳴，進而建立起更廣泛的聽眾基礎。

## 商業表現
該歌曲獲得1999年臺灣Hit FM年度百首單曲第30名。

## 幕後人員
- 陳思宇—製作助理
- 梁世韻—歌唱指導
- 林正忠—混音錄音師
- 譜麗音—混音錄音室
- Keith Chan—鍵盤、錄音師
- 恭碩良—鼓
- Aba—吉他
- Harold D—貝斯
- KY—錄音師
- Helen—助理錄音師
- 唐樓錄音室—錄音室
- 李偲菘—配唱製作人
- Sean Chen—錄音師
- 風格錄音室—錄音室
- Danny Madden（英语：Danny Madden）—和聲編寫
- Nicki Richards（英语：Nicki Richards）—和聲
- Audrey L. Wheeler—和聲
- Stephanie James—和聲
- Zhana—和聲
- Karen Bernod（英语：Karen Bernod）—和聲
- John James—和聲
- Steve Abrams—和聲
- Keith Fluitt—和聲
- Mike Anzel—助理錄音師
- James Warner—助理錄音師
- Quad Studios—錄音室

## 發行歷史
| 地區 | 日期      | 格式     | 經銷商   |
| ---- | --------- | -------- | -------- |
| 臺灣 | 1999年9月 | 電台播放 | 環球音樂 |